# Високи црквени савјет Руске православне цркве
Високи црквени савјет Руске православне цркве (рус. Высший Церковный Совет Русской Православной Церкви) извршни је орган Руске православне цркве који дјелује при патријарху московском и све Русије и Светом синоду.

## Састав
Високи црквени савјет се састоји из чланова по дужности и чланова које поставља Свети синод. Предсједник је патријарх московски и све Русије (или мјестобљуститељ).
Чланови Високог црквеног савјета по дужности су руководиоци сљедећих синодалних установа:
1. Управе послова Московске патријаршије са правима синодалне установе;
2. Одсјека спољних црквених веза;
3. Издавачког савјета;
4. Просвјетног комитета;
5. Финансијско-привредне управе;
6. Одсјека вјерског образовања и катехизације;
7. Одсјека за црквено милосрђе и социјално служење;
8. Мисионарског одсјека;
9. Одсјека за сарадњу са Оружаним снагама и полицијским органима;
10. Одјека за послове омладине;
11. Одсјека за односе Цркве и друштва;
12. Информационог одсјека;
13. Одсјека за затворско служење;
14. Комитета за сарадњу са козаштвом;
15. Патријарашког савјета за културу.

Свети синод може на предлог патријарха именовати чланове Високог црквеног савјета из реда руководилаца јединица Московске патријаршије, синодалних или других општецрквених установа. Чланови, именовани од стране Светог синода, могу бити искључени из састава Високог црквеног савјета на основу предлога патријарха (или мјестобљуститеља), а по одлуци Светог синода.

## Дјелокруг
По Уставу Руске православне цркве Високи црквени савјет:
- разматра питања богословског образовања, просвјете, мисије, црквеног социјалног служења, информационе дјелатности канонских јединица Руске православне цркве и црквених медија;
- разматра питања односа Цркве са државом, друштвом, православним помјесним црквама, инославним конфесијама и нехришћанским религијама;
- разматра питања црквене управе и привреде;
- координира рад синодалних и других општецрквених установа;
- претреса текућа питања црквеног живота која захтијевају усаглашен став синодалних и других општецрквених установа;
- усваја мјере за извршење одлука Помјесног и Архијерејског сабора, одлука Светог синода, указа и наредби патријарха (или мјестобљуститеља);
- слуша извјештаје руководилаца или представника синодалних и других општецрквених установа о раду тих установа;
- у границама своје надлежности даје задатке синодалним установама и другим канонским јединицама Руске православне цркве и контролише њихово извршавање;
- подноси предлоге на разматрање Светом синоду или Међусаборском присуству Руске православне цркве.

Ближе одредбе о раду Високог црквеног савјета се прописују Уредбом о Високом црквеном савјету Руске православне цркве (рус. Положение о Высшем Церковном Совете Русской Православной Церкви).

## Одлучивање
Сједнице Високог црквеног савјета сазива патријарх (или мјестобљуститељ) и оне су затворене. Предсједава им сам патријарх или лице са архијерејским достојанством које он овласти.
На предлог патријарха на сједнице Високог црквеног савјета се могу позивати стручњаци, као и одговорна црквена лица. Они немају право гласа. Секретара Високог црквеног савјета поставља и разрјешава патријарх (или мјестобљуститељ) из реда чланова Високог црквеног савјета.
Да би Високи црквени савјет могао одлучивати потребно је да сједници присуствује предсједавајући и најмање 2/3 чланова. Када је патријарх спријечен, гласа у одсуству. Одлуке се доносе већином гласова. При равној подјели гласова одлучујући је глас патријарха (или мјестобљуститеља).